# ベーロルドハファー
ベーロルドハファー（オランダ語: Wereldhave N.V.）はオランダの不動産投資会社。1930年に設立され、本社をハーグに置く。ベーロルドハファーは商業用不動産に重点投資しており、2008年には約9百万ユーロの収益を上げた。ベーロルドハファーが投資している不動産は、オランダのみならず、フィンランド、イギリス、アメリカ合衆国、ベルギー、フランス、スペインに所在する。